# Gopal Godse

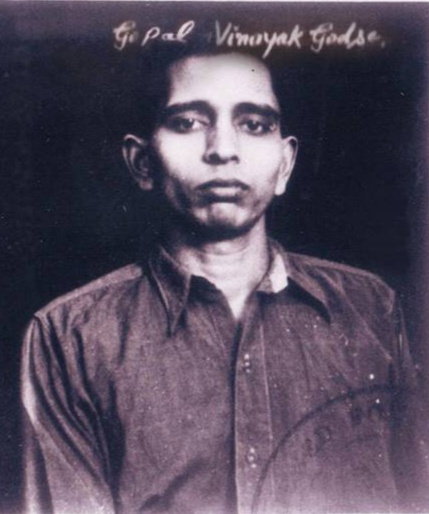
Gopal Godse.

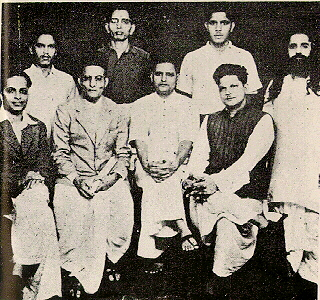
Ett gruppfoto av de anklagade i samband med mordet på Mahatma Gandhi. Stående: Shankar Kistaiya, Gopal Godse, Madanlal Pahwa, igambar Badge (kronvittne). Sittande: Narayan Apte, Vinayak D. Savarkar, Nathuram Godse, Vishnu Karkare

Gopal Godse (Gopal Vinayak Godse), född cirka 1919 vid Pune, död där 26 november 2005, var den sist överlevande av de sammansvurna vid mordet på Mahatma Gandhi den 30 januari 1948. Han dömdes till 18 års fängelse för sin inblandning i dådet och avtjänade 16 år. Brodern Nathuram Godse, som höll i vapnet, dömdes till döden och avrättades 1949. Gopal Godse ångrade aldrig sin inblandning i mordet.